# Victoria (film, 2015)
Ne doit pas être confondu avec Victoria (film, 2016).
Pour les articles homonymes, voir Victoria.
Pour plus de détails, voir Fiche technique et Distribution.
Victoria est un film dramatique allemand coécrit et réalisé par Sebastian Schipper, sorti en 2015.
Le film suit Victoria qui est une jeune Espagnole vivant à Berlin depuis peu. En sortant de boîte de nuit, tôt le matin, elle rencontre quatre Berlinois, surnommés Sonne (litt. « Soleil »), Boxer (« Boxeur »), Blinker (« Clignotant ») et Fuß (« Pied »), qui décident d'accompagner la jeune fille. Leur pérégrination les mène d'un magasin ouvert de nuit où ils volent quelques boissons, à la terrasse supérieure d'un immeuble, pour se terminer dans le bar où la jeune fille va travailler. Sonne et Victoria se rapprochent peu à peu l'un de l'autre. Boxer, ancien prisonnier, s'est engagé envers un ancien codétenu à qui il est redevable. Ce dernier lui demande de braquer une banque à sa place, mais la configuration de la banque impose d'être quatre pour avoir les meilleures chances de réussite. Fuß étant ivre mort et incapable de tenir le volant, Sonne convainc Victoria de le remplacer au débotté, ce qu'elle accepte. Mais après le braquage, le quatuor de délinquants amateurs manque de prudence et est vite repéré par la police. Une course-poursuite à pied s'ensuit, deux des quatre voleurs sont abattus. Ne restent plus que Sonne et Victoria qui se réfugient dans une chambre d'hôtel. Mais Sonne, qui est également atteint par une balle, y décède. À l'aube, Victoria, désormais la seule sortie des mailles de la police, s'en va tranquillement en gardant le butin inopiné de la tragique soirée.
Le film, tourné en un seul plan-séquence, est sélectionné en compétition lors de la Berlinale 2015 où il reçoit l'Ours d'argent de la meilleure contribution artistique. Il remporte ensuite six récompenses à la Deutscher Filmpreis : meilleur film, meilleure réalisation, meilleure actrice, meilleur acteur, meilleure photographie et meilleure musique,.

## Synopsis
Berlin, 5 h 42. Après avoir passé du temps dans une discothèque, Victoria décide d'en partir. À la porte, un homme qui s'est vu refuser l'entrée avec ses trois amis lui pose des questions sur le club. Alors qu'elle s'en va, le groupe d'hommes se fait à nouveau expulser. Dehors, l'un des membres du groupe se présente à elle sous le nom de Sonne et lui propose de les accompagner pour boire un verre. Elle accepte de se joindre à lui et à ses trois amis : Boxer, Blinker et Fuss. En chemin, Sonne l'emmène acheter de la bière. Trouvant le vendeur endormi, Sonne décide de sortir du magasin sans payer. Ils se rendent ensuite sur un toit d'immeuble où les garçons ont l'habitude de traîner. Après quelques discussions, Victoria s'en va en disant qu'elle doit ouvrir le café où elle travaille à 7 h 0. Sonne l'accompagne. Au café, elle l'invite à boire un chocolat. Les garçons viennent bientôt le chercher. Ils quittent Victoria et partent en volant une voiture garée dans la rue, puis reviennent peu de temps après car Fuss est trop ivre. Boxer insiste auprès de Sonne pour qu'il demande à Victoria de se joindre à eux, car il a un plan qui nécessite d'être quatre.
Elle accepte. Elle prend le volant et a un problème pour démarrer le véhicule. Elle conduit ensuite le groupe jusqu'à un parking souterrain sous les directives de Boxer. Là, ils rencontrent un gangster qui a protégé Boxer à l'époque où il était en prison. L'homme exige maintenant une somme d'argent en échange de ce service, et leur demande de cambrioler une banque pour rassembler cette somme. Boxer refuse et promet à l'homme de le rembourser d'une autre façon. En conséquence, le gangster souhaite garder Victoria en otage. Sonne s'interpose rapidement et accepte de faire le cambriolage.
Le groupe s'entraîne à faire le casse puis part dans la foulée. Arrivés sur place, Victoria reste au volant de la voiture alors qu'ils entrent dans la banque. Elle éteint accidentellement le moteur, et Boxer doit le redémarrer à son retour par reconnexion des fils, ce qui affole tout le monde. Ils finissent par retrouver leur calme et garent la voiture près du club où ils se sont rencontrés pour la première fois. Ils y retournent, se voyant accepter l'entrée cette fois-ci grâce à un généreux pourboire. Victoria et Sonne y ont un moment romantique. Mais bientôt, ils sont tous expulsés pour leur comportement inapproprié.
Dehors, le ciel s'est déjà éclairci. Victoria questionne le groupe à propos de Fuss, dont ils avaient tous oublié qu'il dormait encore dans la voiture. Ils s'éloignent lentement après avoir vu que la police a déjà retrouvé la voiture. Ils n'arrivent pas à contrôler leur panique et sont bientôt poursuivis par la police. Blinker se fait tirer dessus tandis que Victoria, Sonne et Boxer se cachent derrière un mur et ripostent aux tirs de la police. Ils se retirent vers un autre mur, mais Boxer reçoit une balle dans la jambe. Alors que la police avance, Sonne et Victoria le laissent dans un immeuble.
Dans les escaliers, Sonne menace un homme pour pouvoir se mettre à l'abri dans son appartement. La police encercle l'immeuble. Victoria demande à la femme de l'homme de lui emprunter leur bébé. Elle et Sonne prennent le bébé et quittent l'immeuble en passant les barrages de police. Ils laissent le bébé dans un magasin proche comme Victoria l'avait promis à la mère puis ils prennent un taxi. Ils se rendent à l'hôtel Westin, où Sonne révèle qu'il a été atteint par un tir et qu'il est gravement blessé. Il dit alors à Victoria de prendre l'argent et de disparaître. Quelques instants plus tard, il meurt. Victoria se maîtrise et quitte l'hôtel. Il est 7 h 56.

## Fiche technique
Sauf indication contraire, les informations mentionnées dans cette section peuvent être confirmées par les bases de données cinématographiques IMDb et Allociné,  présentes dans la section « Liens externes ».
- Titre : Victoria
- Réalisation : Sebastian Schipper[4]
- Scénario : Sebastian Schipper, Eike Frederik Schulz, Olivia Neergaard-Holm
- Musique : Nils Frahm, DJ Koze
- Photographie : Sturla Brandth Grøvlen
- Montage : Olivia Neergaard-Holm
- Production : Sebastian Schipper, Jan Dressler, Christiane Dressler, Anatol Nitschke, Catherine Baikousis
  - Production exécutive : David Keitsch
- Sociétés de production : Radical Media, en coproduction avec Deutschfilm et Westdeutscher Rundfunk (WDR)
- Sociétés de distribution : Jour2fête (France), Condor (Allemagne)
- Pays de production :  Allemagne
- Langues originales : allemand, anglais, espagnol et turc
- Format : couleur - 2,35:1
- Durée : 138 minutes
- Dates de sortie :
  - Allemagne : 7 février 2015 (Berlinale) ; 11 juin 2015 (sortie nationale)
  - France : 27 mars 2015 (Festival de Beaune) ; 1er juillet 2015 (sortie nationale)
  - Canada : 16 septembre 2015 (Festival de Toronto) ; 30 octobre 2015 (sortie limitée)

## Distribution
Sauf indication contraire, les informations mentionnées dans cette section peuvent être confirmées par les bases de données cinématographiques IMDb et Allociné,  présentes dans la section « Liens externes ».
- Laia Costa : Victoria
- Frederick Lau : Sonne
- Franz Rogowski : Boxer
- Burak Yigit : Blinker
- Max Mauff : Fuß
- André Hennicke : Andi
- Anna Lena Klenke : la jeune mère
- Hans-Ulrich Laux : le chauffeur de taxi
- Eike Frederik Schulz : le barman
- Adolfo Assor : le vendeur du kiosque
- Jan Breustedt : Rowdy
- Ambar de la Horra : l'ami de Victoria
- Anne Düe : la femme à la caisse
- Daniel Fripan : Rowdy
- Martin Goeres : SEK Leader
- Philipp Kubitza : le jeune père
- Nadja Laura Mijthab : l'amie de Victoria
- Dennis Oestreich : Heris
- Ulrike Runge : la caissière du club

## Production
Le film a été tourné à Berlin-Mitte dont les séquences à l'hôtel Westin Grand Berlin.

## Distinctions
Sauf indication contraire, les informations mentionnées dans cette section peuvent être confirmées par la base de données cinématographiques IMDb,  présente dans la section « Liens externes ».
- Berlinale 2015 : Ours d'argent de la meilleure contribution artistique
- Festival du film policier de Beaune 2015 : Grand Prix (meilleur film)
- Deutscher Filmpreis 2015 :
  - Meilleur film
  - Meilleure réalisation pour Sebastian Schipper
  - Meilleure actrice pour Laia Costa
  - Meilleur acteur pour Frederick Lau
  - Meilleure photographie pour Sturla Brandth Grøvlen
  - Meilleure musique pour Nils Frahm
- En sélection au Festival des Busters 2017

## Analyse
Le film a la particularité d'avoir été tourné en un seul plan-séquence de deux heures et quatorze minutes, dans plus de 22 lieux différents.